# Kreuzzug des Prinzen Eduard
Der Kreuzzug des Prinzen Eduard (August 1270 bis April 1272) war die letzte von der römisch-katholischen Kirche sanktionierte „bewaffnete Pilgerfahrt“, die in das heilige Land zog. Angeführt wurde der Kreuzzug vom Kronprinzen Eduard Plantagenet, dem späteren König Eduard I. von England.
Prinz Eduard beabsichtigte ursprünglich am Kreuzzug des französischen Königs Ludwig IX. dem Heiligen (Siebter Kreuzzug) teilzunehmen. Nachdem dieser aber am 25. August 1270 bei der Belagerung von Tunis gestorben war und das französische Kreuzfahrerheer darauf zum Rückmarsch in seine Heimat aufbrach, führte Eduard sein englisches Kontingent weiter in die Levante. Besonders in der Geschichtsliteratur des deutschsprachigen Raums wird sein Kreuzzug daher häufig als ein Teil des siebten Kreuzzuges betrachtet. In der englischen und französischen Literatur wird er hingegen als separates Unternehmen geführt und hier als neunter Kreuzzug gezählt.
Ziel des Kreuzzuges war eine Entlastung der wenigen verbliebenen christlichen Kreuzfahrerstaaten, die sich seit 1263 unablässiger Angriffe seitens des ägyptisch-syrischen Mamelukensultans as-Zahir Baibars ausgesetzt sahen und schon mehrere Burgen und Städte, vor allem Antiochia (1268), an ihn verloren hatten. Sultan Baibars stand im Begriff, die letzten Überbleibsel der infolge des ersten Kreuzzugs (1099) begründeten christlichen Herrschaft im heiligen Land zu beseitigen.

## Vorgeschichte
Seit die Mameluken unter Baibars ab 1263 die christlichen Besitzungen in der Levante angriffen, hatte Papst Clemens IV. europaweit den Kreuzzug predigen lassen. Nachdem 1266 die Templerburg Safed gefallen und die Kreuzzugswerbungen nur auf geringe Resonanz gestoßen waren, beauftragte er im Herbst 1266 Ottobono Fieschi, den er zum päpstlichen Legaten für England ernannte, dort für einen neuen Kreuzzug zu predigen. Während aber im März 1267 der französische König Ludwig IX. mit seinen Söhnen ein Kreuzzugsgelübde ablegte, stieß Ottobonos Aufruf zu einem neuen Kreuzzug während des Parlaments in Bury St Edmunds zunächst auf Ablehnung. Das lag vor allem am langjährigen Zweiten Krieg der Barone, der Rebellion einer Adelsopposition gegen König Heinrich III., die erst 1267 endgültig beendet werden konnte. Schließlich konnte Ottobono am 24. Juni 1268 während eines weiteren Parlaments in Northampton den Thronfolger Eduard, seinen Bruder Edmund, Henry of Almain, Earl Warenne, den Earl of Gloucester, William de Valence und andere Barone überzeugen, ebenfalls ein Kreuzzugsgelübde abzulegen. Bereits 1250 hatte Eduards Vater Heinrich III. ein Kreuzzugsgelübde abgelegt, das er bislang nicht eingelöst hatte. Zwar hoffte der König noch 1268, dass er sein Gelübde noch erfüllen könne, doch an seiner Stelle brachen schließlich mit Eduard und Edmund sogar seine beiden Söhne zum Kreuzzug auf, was angesichts der weiter angespannten Lage in England sogar der Papst kritisch sah.

## Das englische Kreuzfahrerheer
Nicht nur die Rekrutierung von Soldaten, sondern auch die Finanzierung des Kreuzzugs war in England, das sich noch nicht von den Folgen des Kriegs der Barone erholt hatte, nicht einfach. 1268 begann Heinrich III. Verhandlungen mit dem Parlament zur Finanzierung des Kreuzzugs. Erst nach langen Verhandlungen wurde 1270 die Steuer eines Zwanzigsten auf die beweglichen Güter bewilligt. In der Zwischenzeit musste sich Eduard beim französischen König etwa £ 17.500 für die Finanzierung des Kreuzzugs leihen. Obwohl auch eine Reihe schottischer Barone wie Robert de Brus an dem Kreuzzug teilnahmen, scheiterte der Versuch, auch in Schottland eine Steuer für den Kreuzzug zu erheben, am Widerstand von König Alexander III. Letztlich blieb das englische Kreuzfahrerheer nur klein. Es bestand aus mehreren Kontingenten, die mehrere hochadlige Führer gegen Entgelt rekrutierten. Den Kern des Heeres stellten die Ritter aus Eduards Haushalt. Im Juli 1270 schloss er Verträge mit 18 Baronen, die insgesamt 225 Ritter stellten. Edmund of Lancaster erhielt beispielsweise für sein Kontingent von 100 Rittern 10.000 Mark (über £ 6666) sowie die für die Überfahrt erforderlichen Schiffe, während William de Valence für 19 Ritter 2000 Mark (über £ 1333) erhielt. Wegen der verschiedenen Kontingente kann die Zahl der Kreuzfahrer nicht genau beziffert werden, doch war das Heer sicher nicht viel größer als 1000 Mann.
Die meisten der Ritter, die an dem Kreuzzug teilnehmen wollten, hatten im Krieg der Barone auf der Seite des Königs gekämpft, und viele gehörten zu den Freunden oder Gefolgsleuten des Thronfolgers. Da den besiegten Anhängern der Rebellen von der siegreichen königlichen Partei hohe Strafzahlungen auferlegt worden waren, versuchten nur wenige ehemalige Rebellen, als Kreuzfahrer die Gunst des Thronfolgers zu gewinnen, darunter Nicholas Seagrave und John de Vescy. Nicht alle Barone jedoch, die ein Kreuzzugsgelübde abgelegt hatten, konnten oder wollten es erfüllen. Dazu gehörte Robert Burnell, der während der Abwesenheit des Thronfolgers zu den wichtigsten Mitgliedern der Regierung gehörte. Auch persönliche Konflikte hielten manche Barone ab. William de Munchensi lehnte es beispielsweise ab, zusammen mit dem William de Valence, seinem erbitterten Gegner während des Bürgerkriegs, ins Heilige Land zu ziehen. Munchensi war aber so von der Kreuzzugsidee überzeugt, dass er in seinem Testament die stattliche Summe von 1000 Marks (über £ 666) für das Heilige Land spendete. Andere hatten persönliche Gründe. Der Dichter Walter of Bibbesworth schreibt beispielsweise, dass Henry de Lacy, 3. Earl of Lincoln aus Liebe zu einer Dame nicht das Land verlassen wollte. Auch der mit Eduard zerstrittene mächtige Earl of Gloucester hatte ein Kreuzzugsgelübde abgelegt, zögerte nun jedoch, es zu erfüllen. Erst Richard von Cornwall konnte während des Parlaments zu Ostern 1270 erreichen, dass Gloucester zusagte, innerhalb von sechs Monaten Eduard zu folgen. Letztlich blieb er trotzdem in England und begründete dies mit walisischen Angriffen auf seine Besitzungen in den Welsh Marches. Neben den Rittern und Soldaten, die 1270 aufbrachen, gehörten auch einige Geistliche zu den Kreuzfahrern, darunter Antony Bek, der spätere Bischof von Durham. Zu den wenigen Frauen, die die Kreuzfahrer begleiteten, gehörte Eleanore von Kastilien, die Frau von Eduard. Die Kinder von ihr und Eduard blieben jedoch in England. In Akkon traf Eduard den Italiener Tebaldo Visconti, der noch während seines Aufenthalts im Heiligen Land in Abwesenheit zum Papst gewählt wurde.

## Verlauf

### Die Reise ins Heilige Land
Im August 1269 reiste Eduard nach Paris, um sich mit Ludwig IX. über die Organisation des Kreuzzuges zu beraten. Sie planten, dass sich im Sommer 1270 das englische Heer in Südfrankreich mit dem französischen Kreuzfahrerheer vereinen sollte. Als Eduard mit seinem Heer im Sommer 1270 schließlich aufbrach, setzte er über den Ärmelkanal, durchquerte Frankreich und erreichte Ende September 1270 Aigues-Mortes an der französischen Mittelmeerküste. Das französische Kreuzfahrerheer war jedoch bereits mehrere Monate zuvor nach Tunesien aufgebrochen. Eduard segelte mit seiner kleinen Flotte zunächst ebenfalls nach Tunis, doch dort erfuhr er, dass der französische König an Dysenterie gestorben war und dass sein Erbe ebenfalls erkrankt war. Karl von Anjou, der Bruder des Königs, hatte deshalb Verhandlungen mit Muhammad I. al-Mustansir, dem Emir von Tunis aufgenommen, die am 1. November zu einem Waffenstillstand führten. Eduard musste zu seiner Empörung akzeptieren, dass die Kreuzfahrer sich nach Sizilien zurückziehen sollten, wo Karl von Anjou seit einigen Jahren als König herrschte. Von dort wollten sie im Frühjahr 1271 weiter nach Palästina segeln. Die Franzosen waren nach dem Tod ihres Königs jedoch ihres Führers beraubt und brachen nach dem Rückzug nach Sizilien den Kreuzzug ab. Auch Eduard erwog während der Überwinterung auf Sizilien einen Abbruch. Er hatte erstmals nach seiner Abreise in einem auf den 6. Februar 1271 datierten Brief aus England die Nachricht von der ernsthaften Erkrankung seines Vaters erhalten. Deshalb war er gebeten worden, dringend nach England zurückzukehren. Eduard verwarf aber einen Abbruch seines Kreuzzuges und schickte lediglich seinen Cousin Henry of Almain auf die Heimreise, der ihn auch beim Begräbnis von Ludwig IX. vertreten sollte. Auf der Reise durch Italien wurde Henry of Almain allerdings ermordet. Eduard stach dagegen im März 1271 mit einer angeheuerten Flotte von neun Schiffen und mit etwa 300 Rittern und 600 Infanteristen in Richtung Palästina in See. Anfang Mai landete er auf Zypern, um sich mit Lebensmitteln zu versorgen. Nach kurzen Aufenthalt segelte er weiter und erreichte nach einer stürmischen Überfahrt am 9. Mai den Hafen von Akkon.

### Kämpfe im Heiligen Land

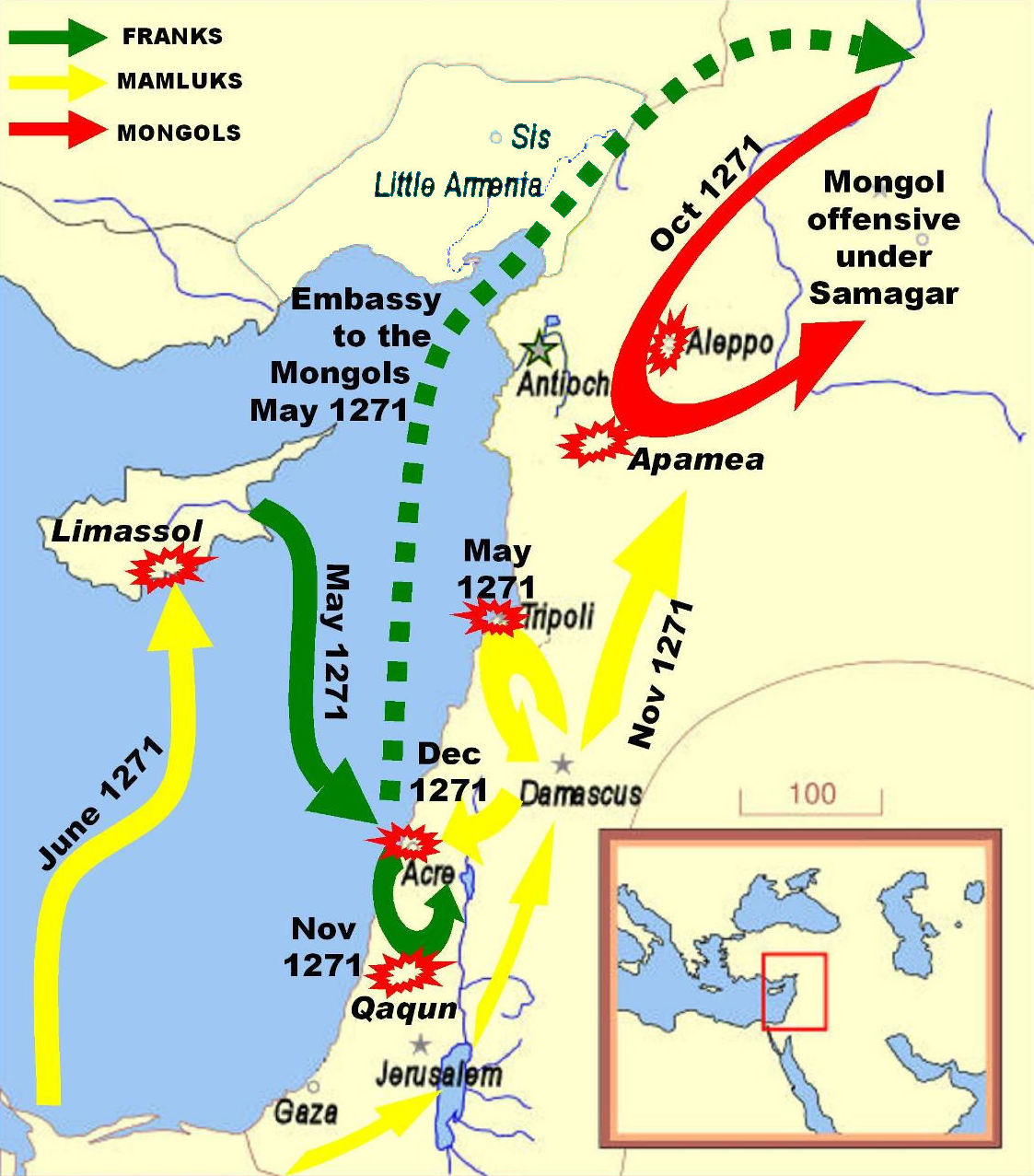
Die Kämpfe im Orient im Jahr 1271. Kreuzfahrer (grün), Mameluken (gelb) und Mongolen (rot).

Zu diesem Zeitpunkt belagerte Baibars gerade die bedeutende Hafenstadt Tripolis. Zuvor hatte er einen erfolgreichen Feldzug gegen die Kreuzfahrerstaaten geführt, bei dem er unter anderen den Krak des Chevaliers und die Burg Blanche Garde erobert hatte. Nachdem er vom Eintreffen Eduards in Akkon erfahren hatte, brach er die Belagerung von Tripolis ab und schloss mit Bohemund VI. von Antiochia-Tripolis einen Separatfrieden auf zehn Jahre. Am 12. Juni 1271 zog Baibars mit seinem Heer drohend an Akkon vorbei, marschierte aber Richtung Ägypten weiter. Mehreren englischen Chronisten zufolge hatte die Ankunft der Engländer Akkon vor der Eroberung durch die Mameluken gerettet, während nach den arabischen Quellen Baibars keinen größeren Angriff geplant hatte. Eduard hatte zuvor mit dem mongolischen Ilchan Abaqa Kontakt aufgenommen, um mit ihm ein Bündnis gegen die Mameluken zu schließen. Angesichts des weit überlegenen muslimischen Heeres vor Akkon musste er jedoch erkennen, dass er mit seinem kleinen Heer kaum eine Chance auf einen größeren Erfolg hatte. Selbst ein Entsatz der belagerten, etwa 15 km nordöstlich von Akkon gelegenen Burg Montfort war nicht möglich, so dass die Besatzung sich am 23. Juni ergeben musste. Letztlich machten die Engländer Ende Juni einen Vorstoß nach der etwa 25 km östlich von Akkon gelegenen Burg von St.-Georges-de-Lebeyne in Galiläa. Dabei erlitten sie durch die Hitze und durch verdorbene Lebensmittel größere Verluste, ohne dass das Unternehmen militärisch etwas erreichte. Zurück in Akkon geriet Eduard mit dem inzwischen eingetroffenen König Hugo III. von Zypern, der auch nominell König von Jerusalem war, wegen des Oberbefehls über den Kreuzzug in Konflikt, den er nach einigen Wochen mühevoller Verhandlungen für sich entscheiden konnte. Erst im August 1271 traf Edmund of Lancaster mit seinem Kontingent in Akkon ein. Doch auch nun waren die englischen Kräfte zu schwach, um größere militärische Erfolge erringen zu können. Deshalb suchte Eduard nun die Unterstützung der Ritterorden und der Barone aus den Kreuzfahrerstaaten. Im November leitete er einen Vorstoß, bei dem er von zahlreichen Adligen der  Kreuzfahrerstaaten und von Mitgliedern der Ritterorden begleitet wurde. Das Ziel war das 60 km entfernte Quagun. Bei dem Vorstoß konnte eine zahlenmäßig überlegene, aber militärisch schwächere muslimische Streitmacht besiegt werden. Angeblich wurden dabei 1500 Muslime getötet. Die Eroberung der Zitadelle von Qaqun scheiterte jedoch. Damit war offensichtlich geworden, dass der Kreuzzug nur noch wenig erreichen konnte.
Baibars hatte im Sommer 1271 versucht, mit einer Flotte Zypern anzugreifen, was jedoch völlig gescheitert war. Im Herbst zog er mit einem großen Heer nach Syrien und vertrieb dort den mongolischen General Samagar, der bis nach Aleppo vorgestoßen war und weite Regionen verwüstet hatte. Die Mongolen zogen sich wieder hinter den Euphrat zurück. Wegen Dauerregen scheiterte jedoch ein Vorstoß von Baibars von Damaskus aus gegen Akkon.

### Waffenstillstand und Attentat auf Eduard
Nach dem Rückzug der mongolischen Verbündeten war ein weiterer Kampf gegen die überlegenen Mameluken aussichtslos. Im Mai 1272 vereinbarte Hugo III. in Caesarea einen zehnjährigen Waffenstillstand mit Baibars. Eduard war vom Ende der Kampfhandlungen enttäuscht und sogar verärgert. Während sein Bruder Edmund of Lancaster und andere Kreuzfahrer noch im Mai wieder nach England aufbrachen, blieb Eduard bis September 1272 im Heiligen Land. Vielleicht hoffte er, dass es zu neuen Kämpfen kommen könne, doch vermutlich musste er sich von den Folgen eines Attentats auf ihn erholen. Bei diesem hatte im Juni ein mutmaßlicher Assassine versucht, ihn mit einem vergifteten Dolch zu ermorden. Der Attentäter war Eduard anscheinend vertraut gewesen, da er ihm ein Gespräch unter vier Augen gewährt hatte. Eduard konnte aber den Angriff abwehren und den Angreifer töten, doch dabei wurde er am Arm verwundet. Als die Wunde sich entzündete, schnitt ein englischer Arzt das betroffene Fleisch aus dem Arm. Da der Attentäter tot war, konnten die Motive für den Anschlag nicht geklärt werden.

### Die Rückreise
Am 24. September 1272 verließ Eduard schließlich Akkon und trat die Heimreise an. Kurz nachdem er Trapani auf Sizilien erreicht hatte, erfuhr er zunächst, dass sein ältester Sohn John im August 1272 gestorben war. Dann erfuhr er wenig später, dass auch sein Vater am 16. November 1272 gestorben war. Dennoch kehrte er nun, da er dessen Erbe und Nachfolger war, nicht unverzüglich nach England zurück, sondern reiste gemächlich durch Italien nach Norden. Dabei besuchte er den Papst Gregor X., bei dem er die Exkommunikation von Guy de Montfort, des Mörders von Henry of Almain erreichte. Im Mai 1273 war Eduard in Reggio. Über Parma und Mailand zog er weiter über den Col du Mont Cenis nach Savoyen, wo er Graf Philipp I., einen Onkel seiner Mutter besuchte. Ende Juli 1273 traf er in Paris ein, wo er König Philipp III. von Frankreich für seine französischen Besitzungen huldigte. Anfang August 1273 reiste er in die zu seinem Reich gehörende Gascogne, wo er die Revolte des mächtigen Adligen Gaston de Béarn niederschlug. Dieser hatte ursprünglich beabsichtigt, ebenfalls an dem Kreuzzug teilzunehmen, doch dann hatte er seine Teilnahme abgesagt. Erst im späten Frühjahr 1274 verließ Eduard die Gascogne und erreichte am 2. August wieder England.

## Folgen

### Für die Kreuzfahrerstaaten
Bis auf die Waffenruhe von 1272 hatte Eduards Kreuzzug keine größeren Erfolge erzielt. Auf eine Restitution der in den vorangegangenen Jahren an Baibars verlorenen Städte und Burgen musste verzichtet werden, weshalb lediglich der Besitzstand der Kreuzfahrerstaaten zur Zeit der Ankunft Eduards im Mai 1271 gehalten werden konnte. Dies waren die Küstenstädte Akkon, Beirut, Tyrus, Sidon, Tripolis und Gibelet. Aber in Anbetracht der militärischen Überlegenheit der Mameluken war die weitere Existenz der christlichen Herrschaften im Orient fortan einzig vom Wohlwollen des Sultans von Kairo abhängig. Der Aufruf von Papst Gregor X., den Eduard 1271 in Akkon getroffen hatte, auf dem zweiten Konzil von Lyon 1274 zu einem weiteren Kreuzzug zeigte keine Wirkung. Der Waffenstillstand von Caesarea wurde von den Christen nicht gebrochen. Maßgeblicher Garant dafür war Karl von Anjou, der 1277 die Herrschaft in Akkon übernahm und gute Kontakte zu den Mameluken pflegte. 1283 wurde er noch einmal um weitere zehn Jahre verlängert, doch im Zuge der sizilianischen Vesper verlor das christliche Outremer 1282 seinen letzten nennenswerten Beschützer. Im August 1290 brachen italienische Kreuzfahrer den Waffenstillstand, als sie ein Massaker an den muslimischen Händlern in Akkon verübten. Die Mameluken führten als Vergeltung den finalen Schlag und eroberten 1291 mit Akkon die letzte Bastion der Kreuzfahrer.

### Für England
Für das nahezu erfolglose Unternehmen hatte Eduard sich hoch verschulden müssen, und während seiner langen Rückreise musste er weitere Kredite aufnehmen. Insgesamt sollen seine Schulden bei seiner Rückkehr etwa £ 100.000 betragen haben.
Durch den gemeinsamen  Kreuzzug, von dem es umfangreiche zeitgenössische Berichte gibt, waren unter den teilnehmenden Baronen neue Bindungen entstanden oder es wurden bestehende Kontakte gefestigt. John de Vescy, Luke de Tany, Thomas de Clare, Geoffrey de Geneville, Robert de Tibetot und William de Valence dienten ihr Leben lang treu Eduard. Dies beeinflusste nachhaltig die englische Politik und Verwaltung im späten 13. Jahrhundert. Edmund of Lancaster, der ebenfalls zeitlebens seinem Bruder treu diente, erwarb vermutlich durch den Kreuzzug den Beinamen Crouchback. In Akkon war Eleonore von Kastilien Mutter einer Tochter geworden, die nach ihrem Geburtsort Johanna von Akkon genannt wurde.
Eduard hoffte trotz des geringen Erfolgs und der erheblichen Kosten des Kreuzzugs noch lange, einen erneuten Kreuzzug unternehmen zu können. 1287 legte er ein erneutes Kreuzzugsgelübde ab, doch die Lage in England verhinderte seine Abreise. 1292 sandte er eine Gesandtschaft zum Ilchan Arghun nach Persien. Er hoffte, zur Entlastung der Kreuzfahrerstaaten ein Bündnis mit den Mongolen gegen die Mameluken schließen zu können. Führer der Gesandtschaft war der Ritter Geoffrey of Langley, der bereits 1271 zum Kontingent von Edmund of Lancaster gehört hatte. Langley erreichte Täbris, wo er aber erfuhr, dass der Ilchan gestorben war. Ohne etwas bewirkt zu haben, musste Langley nach England zurückkehren. Mit der Eroberung von Akkon 1291 und der Vertreibung der Kreuzfahrer aus Palästina waren Eduards Kreuzzugspläne endgültig hinfällig geworden.